# Evelin Kaufer
Pour les articles homonymes, voir Kaufer.
Evelin Kaufer (née le 22 février 1953 à Sohland an der Spree) est une athlète allemande de l'ex-Allemagne de l'Est spécialiste du 100 mètres. Mesurant 1,60 m pour 53 kg, elle est licenciée au SC Einheit Dresden lorsqu'elle devient vice-championne olympique du 4 x 100 mètres, discipline dans laquelle elle obtient ses plus probants résultats.

## Carrière

### Palmarès
| Date | Compétition           | Lieu   | Résultat | Performance |
| ---- | --------------------- | ------ | -------- | ----------- |
| 1972 | Jeux olympiques d'été | Munich | 2e       | 42 s 95     |

### Records
| Épreuve    | Performance | Lieu | Date |
| ---------- | ----------- | ---- | ---- |
| 100 mètres | 11 s 2      |      | 1972 |